# Компрессионный стеноз чревного ствола
Компрессио́нный стено́з чре́вного ствола́ (синдром компрессии чревного ствола, синдром Данбара) — заболевание, обусловленное экстравазальным сдавлением чревного ствола брюшной аорты срединной дугообразной связкой диафрагмы, ножками диафрагмы или нейрофиброзной тканью чревного сплетения. Проявляется хронической абдоминальной болью, диспепсическими явлениями и нейровегетативными расстройствами. Является одной из главных причин абдоминальной ишемической болезни, вызываемой нарушением кровоснабжения органов пищеварения. В ряде случаев протекает бессимптомно. При выраженных симптомах лечится хирургически.

## История изучения

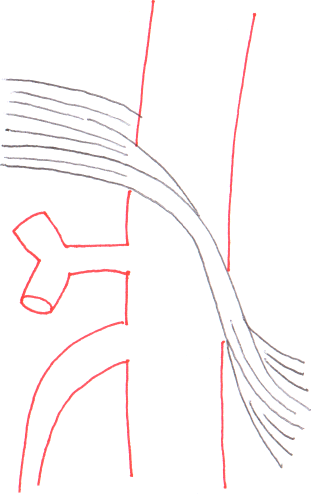
Положение срединной дугообразной связки диафрагмы у здоровых пациентов

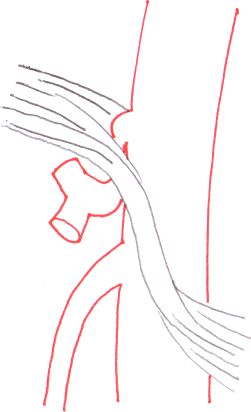
Положение срединной дугообразной связки диафрагмы у больных КСЧС

Открытие феномена компрессионного стеноза чревного ствола (КСЧС) связано с историей изучения абдоминальной ишемической болезни. Термин «angina abdominalis» (абдоминальная ишемическая болезнь) был введён в 1903 г. G. Bacelli. Первоначально генезис заболевания связывали исключительно с атеросклерозом сосудов брюшной полости. Позднее появились исследования, показывающие значение других патологий, вызывающих интравазальное сужение сосудов.
Однако в 1963 г. P.-T. Harjola сообщил о больном с симптомами «брюшной ангины», причиной которой было экстравазальное сдавление чревного ствола рубцово-изменённой ганглионарной тканью чревного сплетения. Затем в 1965 г. американский врач J. D. Dunbar и соавторы на основании клинических и ангиографических данных и результатов операций показали, что причиной абдоминальной ишемии у 13 больных было сдавление чревного ствола срединной дугообразной связкой диафрагмы. В англоязычную литературу это явление так и вошло под названием «синдром срединной дугообразной связки» или «синдром Данбара».
Впоследствии другие авторы показали, что причиной сдавления чревного ствола могут быть также склерозированная периартериальная ткань, чревные ганглии, ножки диафрагмы, диафрагмальные артерии, увеличение органов, прилегающих к сосудам (поджелудочная железа, лимфатические узлы) и т. д. Сравнительная частота изолированного сдавления чревного ствола и многообразие вызывающих его причин позволили выделить его в самостоятельный синдром. В современной международной классификации болезней МКБ-10 «Синдром компрессии чревного ствола брюшной аорты» значится под кодом I77.4 в классе IX «Болезни системы кровообращения».

## Этиология
По мнению исследователей, формирование КСЧС связано с особенностями строения и развития аортального отверстия диафрагмы. Аортальное отверстие диафрагмы образуется сухожильными краями правой и левой ножек диафрагмы, соединяющей их срединной дугообразной связкой диафрагмы и телами позвонков. В норме у здорового человека срединная дугообразная связка диафрагмы (СДСД) расположена непосредственно над устьем чревного ствола. Однако у некоторых людей СДСД расположена ниже устья чревного ствола, что приводит к сдавлению сосуда и, как следствие, нарушению в нём кровообращения. На ангиографических снимках таких пациентов можно видеть, как чревный ствол придавлен к брюшной аорте, сужен вблизи своего устья и патологически расширен ниже места сдавления.
Аномальное расположение СДСД, скорее всего, является врождённой патологией, на что указывает тот факт, что оно часто встречается у близких родственников. Кроме того, у лиц, страдающих КСЧС, нередко обнаруживают другие аномалии развития. Так, в литературе указывалось, что КСЧС часто сочетается с астеническим телосложением, пролапсом митрального клапана сердца и т. п. Отмечена также связь заболевания с гастроэзофагеальной рефлюксной болезнью. По мнению Л. В. Поташова и соавторов, КСЧС следует считать врождённым заболеванием с аутосомно-доминантным типом наследования.
Однако помимо наследственных факторов, в генезисе заболевания играют роль и приобретённые факторы. Многие авторы указывают, что в сдавлении чревного ствола нередко участвует не только СДСД, но и нейрофиброзная ткань чревного сплетения. У ряда пациентов с КСЧС в течение ряда лет наблюдалось постоянное прогрессирование заболевания. Во время операции у таких пациентов обнаруживалось, что чревный ствол сдавлен сильно разросшейся нейрофиброзной тканью. Высказывалось мнение, что на формирование фиброзной ткани влияет постоянное травмирование чревного ствола сдавливающей его СДСД, что ведёт к дальнейшему развитию симптомов заболевания.

## Патогенез
Патофизиологические механизмы КСЧС обусловлены нарушением гемодинамики в чревном стволе и связанных с ним артериях брюшной полости. Чревный ствол снабжает кровью желудок, двенадцатиперстную кишку, поджелудочную железу, желчный пузырь, печень и селезёнку. Ветви чревного ствола связаны анастомозами с ветвями верхней брыжеечной артерии, снабжающей кровью толстый и тонкий кишечник. Ветви чревного ствола, верхней и нижней брыжеечных артерий составляют единый бассейн, снабжающий кровью органы пищеварения. Снижение кровотока хотя бы в одной из непарных висцеральных артерий ведёт к дефициту кровоснабжения всей пищеварительной системы. Недостаток притока богатой кислородом и питательными веществами крови ведёт к гипоксии и ишемии органов пищеварения и развитию абдоминальной ишемической болезни.
В зависимости от того, какой из органов более всего страдает от недостатка кровоснабжения, у больных с КСЧС могут развиваться симптомы различных гастроэнтерологических заболеваний. Так, дефицит кровоснабжения желудка и двенадцатиперстной кишки приводит к развитию гастрита, дуоденита и язвенной болезни. Дефицит кровоснабжения кишечника приводит к развитию ишемического колита и энтерита. Поражение поджелудочной железы проявляется симптомами панкреатита, поражение печени — гепатита и т. д. У некоторых больных представлен весь спектр гастроэнтерологических заболеваний, протекающих синхронно и взаимно отягощающих друг друга. По данным Л. В. Поташова и соавторов, наиболее часто КСЧС сочетается с язвами желудка и двенадцатиперстной кишки. Такие язвы обычно расположены в выходном отделе желудка и начальном отделе двенадцатиперстной кишки, часто рецидивируют и не поддаются традиционным методам лечения.

## Клиническая картина
Основной жалобой больных с КСЧС является боль в животе. Эту жалобу предъявляют от 97 до 100 % обследованных больных. В большинстве случаев боль локализуется в надчревной области (эпигастрии), реже — в околопупочной области, подрёберье, подвздошных областях, внизу живота или по всему животу. У части больных боль носит постоянный, у других — приступообразный характер. Большинство жалуется на постоянную боль, усиливающуюся под воздействием провоцирующих факторов. К числу факторов, провоцирующих болевой приступ, относятся: приём пищи, физическая нагрузка и психоэмоциональное напряжение.
Чаще всего возникновение или усиление болей связано с приёмом пищи, её количеством и характером. Боль возникает через 15—20 минут после еды, стихает через 1—2 часа и зависит от объёма принятой пищи. Страх перед возобновлением болей нередко заставляет больных ограничивать её количество. Иногда больные связывают появление приступа с приёмом холодной, острой, сладкой пищи. Вторым по значимости фактором, провоцирующим болевой приступ, является физическая нагрузка. Это может быть поднятие и переноска тяжестей, физический труд, особенно в согнутом положении (стирка белья, мытьё полов), длительная ходьба или бег. Нередко боль возникает под совместным воздействием двух факторов: приёма пищи и физической нагрузки. Реже фактором, вызывающим болевой приступ, служит психоэмоциональный стресс. В отдельных случаях боли появляются под воздействием таких факторов, как ношение тугих поясов, длительное нахождение в положении стоя или сидя, задержка стула и проч.
Второй жалобой больных с КСЧС являются диспепсические расстройства. К их числу относится, прежде всего, ощущение тяжести и распирания в надчревной области, которое беспокоит почти всех больных. Некоторые авторы рассматривают его как эквивалент болевых ощущений. К числу диспепсических явлений относятся также отрыжка, изжога, тошнота, рвота, ощущение горечи во рту и т. п. Нередко у больных наблюдается дисфункция кишечника, что проявляется запорами и реже поносами. Около половины больных указывают также на стойкую потерю веса и связывают это со своим заболеванием. Чаще всего у больных имеет место постепенное прогрессирующее похудение (в среднем до 10 кг).
Третьей жалобой больных с КСЧС являются нейровегетативные расстройства. Они могут проявляться самостоятельно или сопровождать болевой приступ. К их числу относятся головные боли, сердцебиение, повышенное потоотделение, одышка, затруднения дыхания, ощущение пульсации в животе, плохая переносимость тепла и холода и т. п. Почти все больные отмечают общую слабость, утомляемость и снижение работоспособности.

## Диагностика
Диагностика КСЧС сопряжена с большими трудностями. Заболевание не имеет специфического, свойственного лишь ему патогномоничного признака, а его клинические проявления характерны для многих заболеваний желудочно-кишечного тракта. Болезнь протекает «под маской» тех заболеваний органов пищеварения, которые ей вызваны. Больные долгое время обследуются у врачей разных специальностей, получают разные диагнозы и проходят всевозможные курсы лечения, которые не приносят им субъективного облегчения. Нередко до постановки истинного диагноза проходят годы и даже десятки лет, а у некоторых больных признаки стеноза обнаруживают только на вскрытии. Рядовые врачи плохо осведомлены об этом заболевании, а назначать пациентам дорогостоящие инвазивные методы исследования не позволяют финансовые соображения. Зачастую больных с КСЧС подозревают в ипохондрии и направляют к психиатрам и психоневрологам.
Как правило, наружный осмотр больных с КСЧС не выявляет каких-либо специфических признаков заболевания. Нередко больные бывают бледны, худощавы и астеничны, у многих отмечается похудение и болезненность при пальпации живота. Среди больных преобладают женщины и люди молодого возраста. Важным диагностическим признаком стеноза является систолический шум, выслушиваемый при аускультации живота. Чаще всего шум выслушивается в надчревной области, в проекции чревного ствола — на 2—4 см ниже мечевидного отростка. Однако частота выслушиваемого шума колеблется в широких пределах и зависит от многих случайных обстоятельств.
Наиболее информативным методом диагностики КСЧС является ангиография сосудов брюшной полости. Сущность метода состоит в том, что в артерию пациента вводится контрастное вещество, которое заполняет сосуд и, блокируя рентгеновское излучение, отображается на рентгеновских снимках. Это позволяет получить рентгенографические изображения чревного ствола и определить наличие и степень его сужения. Разновидностью ангиографии является компьютерно-томографическая ангиография, при которой контрастное вещество вводится в вену. Этот малоинвазивный метод исследования позволяет получить чёткие трёхмерные изображения брюшной аорты и её ответвлений. При экстравазальной компрессии чревного ствола на ангиографических снимках видно, как сосуд сдавлен у основания и прижат к брюшной аорте. В боковой проекции чревный ствол искривлён и изогнут кверху, а по его верхнему краю определяется вдавление. Нижняя стенка сосуда не деформирована, а дистальнее стеноза определяется постстенотическое расширение. Иногда ангиография позволяет визуализировать сдавливающую сосуд серповидную связку или ножку диафрагмы.
Другим методом диагностики КСЧС является ультразвуковое исследование брюшной аорты и её ветвей. Преимущества этого метода состоят в его неинвазивности и возможности проводить исследование в динамике. Современное ультразвуковое дуплексное сканирование совмещает в себе эхографию и допплерографию, что позволяет визуализировать чревный ствол и оценить скорость кровотока в сосуде. Как правило, в стенозированном чревном стволе скорость кровотока значительно повышена. Однако эффективность данного метода сильно зависит от опыта оператора и качества изображения, а его чувствительность при диагностике КСЧС значительно уступает чувствительности ангиографии.